# Benedikt Höwedes
Benedikt "Benni" Höwedes (sinh ngày 29 tháng 2 năm 1988 ở Haltern) là một cựu cầu thủ bóng đá Đức thi đấu ở vị trí hậu vệ.
Howedes chơi ở vị trí trung vệ, hậu vệ trái và phải. Trang web chính thức của FIFA mô tả Höwedes là "một cầu thủ đa năng, anh có thể chơi bóng ở 4 vị trí phòng thủ trên sân". Ngày 31 tháng 7 năm 2020, Höwedes chính thức giã từ sự nghiệp thi đấu quốc tế sau 26 năm thi đấu chuyên nghiệp.

## Sự nghiệp

### Câu lạc bộ
Höwedes bắt đầu sự nghiệp quần đùi áo số cho câu lạc bộ quê hương của mình là TuS Haltern vào năm 1994. Sau đó, Howedes bắt đầu chơi cho đội trẻ Schalke từ năm 2001. Vào năm 2006, anh vô địch giải trẻ cùng đội U19 Schalke với cương vị đội trưởng. Vào tháng 1 năm 2007, anh ký hợp đồng chuyên nghiệp có thời hạn đến mùa giải 2009-10.
Vào tháng 9 năm 2007, Liên đoàn bóng đá Đức vinh danh Höwedes với Huân chương Fritz Walter là cầu thủ hay nhất trong nhóm tuổi của anh cho mùa giải 2006-07.
Trận đấu chuyên nghiệp đầu tiên của Höwedes là ở cúp C1 vào ngày 3 tháng 10 năm 2007.
Vào ngày 10 tháng 12 năm 2009 Höwedes gia hạn hợp đồng với Schalke 04 30 tháng 6 năm 2014.
Ngày 23 tháng 7 năm 2011, Höwedes đã trở thành đội trưởng của Schalke 04.
Ngày 09 Tháng 3 năm 2013, Höwedes gia hạn hợp đồng với Schalke, cho đến ngày 30 tháng 6 năm 2017.

### Thi đấu quốc tế
Höwedes chơi cho đội bóng U18 và U19 và xuất hiện trong tất cả các trận đấu và bao gồm cả trận bán kết 2007 tại châu Âu UEFA U-19 vô địch bóng đá.
Năm 2009 cùng với Mats Hummels, Manuel Neuer, Sami Khedira, Mesut Oezil và Jerome Boateng vô địch UEFA U21 châu Âu với chiến thắng 4-0 của Đức trước nước Anh trong trận chung kết.
Ngày 29 tháng năm 2011, anh có trận ra mắt cho đội hình cấp cao trong trận giao hữu với Uruguay. Ngày 07 tháng 6 năm 2011, anh đã chơi trận đấu chính thức đầu tiên của mình đối đầu với Azerbaijan ở UEFA vòng loại Euro 2012, Đức thắng trận 3-1, Höwedes với đường kiến tạo đẹp đầu tiên, và ghi bàn bởi Mesut Oezil.
Höwedes được chọn cho đội tuyển Đức cho UEFA Euro 2012 nhưng chỉ với vai trò dự bị.
Ngày 15 tháng 8 năm 2012, anh ghi bàn thắng đầu tiên của mình trong trận giao hữu thua 1-3 với Argentina.
Sau khi ba lần được xuất hiện trong Vòng loại Giải vô địch bóng đá thế giới 2014, Höwedes đã có tên trong đội hình chính thức của Đức cho trận chung kết giải đấu. Anh đã có tên trong đội hình xuất phát vị trí hậu vệ cánh trái chống lại Bồ Đào Nha trong trận mở màn của đội, và lần đầu ra mắt giải đấu lớn nhất hành tinh của mình. Sau đó, anh đã cùng đội tuyển Đức dành cúp vàng trở thành Tân Vương của giải đấu quan trọng này. Trong trận chung kết World Cup 2014, Höwedes đã mém chút đã mở tỉ số bằng cách cú đánh đầu từ quả phạt góc của Toni Kroos ở những giây cuối cùng của hiệp 1 và bị tấn công bởi Vitaly Zdorovetskiy của ở phút thứ 82 của trận đấu. Höwedes cũng là một trong ba cầu thủ người Đức chơi trọn vẹn ở bảy trận ở World Cup 2014 cùng với thủ môn Manuel Neuer và đội trưởng Philipp Lahm.

## Phong cách thi đấu
Howedes được xem là cầu thủ đa năng ở tất cả vị trí phòng ngự. Vị trí chơi chính của Howedes là trung tâm phòng thủ, nhưng anh cũng có thể được triển khai tài năng ở cánh trái lẫn cánh phải, đó là những vị trí chính Howedes được triển khai ở dưới thời Jens Keller. Vào bước đầu sự nghiệp bóng đá chuyên nghiệp của mình tại Schalke, Howedes chơi chủ yếu là một hậu vệ trái. Trong giai đoạn sự nghiệp bóng đá hồi trẻ, Howedes chủ yếu là chơi như một tiền vệ phòng ngự. Sức mạnh phòng thủ Howedes 'nằm trong khả năng của mình để luôn giành chiến thắng đấu tay đôi, khả năng thủ tốt là phong cách vững vàng. Howedes 'khả năng bật cao tốt là kiến tạo đường chuyền bằng đầu, và Howedes' được biết đến với khả năng chuyền bóng và chặn bóng tốt. Howedes cũng được biết đến với những đường kiến tạo đẹp và cũng sở hữu sức mạnh tuyệt vời.

## Thống kê sự nghiệp

### Câu lạc bộ
| Câu lạc bộ          | Mùa giải            | Giải đấu               | Giải đấu | Giải đấu | Cúp quốc gia | Cúp quốc gia | Châu Âu | Châu Âu | Khác | Khác | Tổng cộng | Tổng cộng |
| Câu lạc bộ          | Mùa giải            | Mùa                    | Trận     | Bàn      | Trận         | Bàn          | Trận    | Bàn     | Trận | Bàn  | Trận      | Bàn       |
| ------------------- | ------------------- | ---------------------- | -------- | -------- | ------------ | ------------ | ------- | ------- | ---- | ---- | --------- | --------- |
| Schalke 04 II       | 2006–07             | Oberliga Westfalen     | 1        | 0        | —            | —            | —       | —       | —    | —    | 1         | 0         |
| Schalke 04 II       | 2007–08             | Oberliga Westfalen     | 13       | 0        | —            | —            | —       | —       | —    | —    | 13        | 0         |
| Schalke 04 II       | 2008–09             | Regionalliga West      | 1        | 0        | —            | —            | —       | —       | —    | —    | 1         | 0         |
| Schalke 04 II       | Tổng cộng           | Tổng cộng              | 15       | 0        | —            | —            | —       | —       | —    | —    | 15        | 0         |
| Schalke 04          | 2007–08             | Bundesliga             | 6        | 0        | 0            | 0            | 3       | 0       | —    | —    | 9         | 0         |
| Schalke 04          | 2008–09             | Bundesliga             | 24       | 2        | 2            | 0            | 7       | 0       | —    | —    | 33        | 2         |
| Schalke 04          | 2009–10             | Bundesliga             | 33       | 3        | 5            | 3            | —       | —       | —    | —    | 38        | 6         |
| Schalke 04          | 2010–11             | Bundesliga             | 30       | 1        | 6            | 1            | 10      | 2       | 1    | 0    | 47        | 4         |
| Schalke 04          | 2011–12             | Bundesliga             | 22       | 1        | 3            | 0            | 8       | 0       | 1    | 0    | 34        | 1         |
| Schalke 04          | 2012–13             | Bundesliga             | 32       | 0        | 3            | 0            | 8       | 2       | —    | —    | 43        | 2         |
| Schalke 04          | 2013–14             | Bundesliga             | 19       | 1        | 3            | 1            | 10      | 0       | —    | —    | 32        | 2         |
| Schalke 04          | 2014–15             | Bundesliga             | 28       | 2        | 0            | 0            | 6       | 1       | —    | —    | 34        | 3         |
| Schalke 04          | 2015–16             | Bundesliga             | 15       | 1        | 1            | 0            | 3       | 0       | —    | —    | 19        | 1         |
| Schalke 04          | 2016–17             | Bundesliga             | 31       | 1        | 4            | 0            | 11      | 1       | —    | —    | 46        | 2         |
| Schalke 04          | Tổng cộng           | Tổng cộng              | 240      | 12       | 27           | 5            | 66      | 6       | 2    | 0    | 335       | 23        |
| Juventus            | 2017–18             | Serie A                | 3        | 1        | 0            | 0            | 0       | 0       | —    | —    | 3         | 1         |
| Juventus            | Tổng cộng           | Tổng cộng              | 3        | 1        | 0            | 0            | 0       | 0       | —    | —    | 3         | 1         |
| Lokomotiv Moscow    | 2018–19             | Russian Premier League | 17       | 3        | 4            | 1            | 5       | 0       | 0    | 0    | 26        | 4         |
| Lokomotiv Moscow    | 2019–20             | Russian Premier League | 18       | 0        | 0            | 0            | 6       | 0       | 0    | 0    | 24        | 0         |
| Lokomotiv Moscow    | Tổng cộng           | Tổng cộng              | 35       | 3        | 4            | 1            | 11      | 0       | 0    | 0    | 50        | 4         |
| Tổng cộng sự nghiệp | Tổng cộng sự nghiệp | Tổng cộng sự nghiệp    | 293      | 16       | 31           | 6            | 77      | 6       | 2    | 0    | 403       | 28        |

### Đội tuyển quốc gia
Tính đến  ngày 26 tháng 3 năm 2017
| Đức       | Đức  | Đức |
| Năm       | App. | Bàn |
| --------- | ---- | --- |
| 2011      | 6    | 0   |
| 2012      | 4    | 1   |
| 2013      | 8    | 0   |
| 2014      | 13   | 1   |
| 2015      | 1    | 0   |
| 2016      | 11   | 0   |
| 2017      | 1    | 0   |
| Tổng cộng | 44   | 2   |

### Bàn thắng quốc tế
| #  | Ngày                | Địa điểm                          | Đối thủ   | Bàn thắng | Kết quả | Giải đấu |
| -- | ------------------- | --------------------------------- | --------- | --------- | ------- | -------- |
| 1. | 15 tháng 8 năm 2012 | Commerzbank-Arena, Frankfurt, Đức | Argentina | 1–3       | 1–3     | Giao hữu |
| 2. | 6 tháng 6 năm 2014  | Coface Arena, Mainz, Đức          | Armenia   | 3–1       | 6–1     | Giao hữu |

## Danh hiệu

### Club
FC Schalke 04
- DFB-Pokal: 2010–11
- DFL-Supercup: 2011

Đội tuyển Đức
- FIFA World Cup: 2014
- UEFA European U21 Championship: 2009

### Cá nhân
- Fritz Walter Medal U19 Gold Medal 2007